# Jules Allix
Jules Allix (Fontenay-le-Comte, 9 settembre 1818 – Parigi, 1903) è stato un avvocato e attivista francese.
Socialista, femminista e discusso inventore, partecipò alla Comune di Parigi.

## Biografia
Avvocato, figlio di un commerciante, si candidò alle elezioni per l'Assemblea Nazionale del 23 aprile 1848 senza essere eletto. Stabilitosi a Parigi, nel 1850 rese noto di aver inventato la boussole pasilalinique sympathique, preteso sistema di trasmissione telegrafica basato sulle proprietà sviluppate dalle lumache durante l'accoppiamento, che suscitò l'ilarità della stampa.
Antibonapartista, nel 1853 fu arrestato e costretto all'esilio. Si stabilì con la moglie e la figlia a Jersey, dove conobbe Victor Hugo con il quale si dedicò allo spiritismo. Tornato a Parigi nel 1860, nel 1863 fondò la rivista fourierista La Phalange nouvelle. Il 10 luglio 1865 fu ricoverato nell'ospedale psichiatrico di Charenton da cui fu dimesso dopo un anno. Attivo nel movimento politico e sindacale socialista, fu ancora arrestato 9 novembre 1869 e il 12 gennaio 1870.
Durante l'assedio di Parigi da parte dei prussiani inventò il dito prussico: un ditale munito di un ago e di una fiala contenente acido prussico, come arma di difesa per le donne vittime di violenza, e con la moglie fondò l'Unione delle donne, un'associazione a carattere sindacale e femminista. Quest'associazione non va confusa con l'Union des Femmes pour la défense de Paris et les soins aux blessés fondata l'11 aprile 1871 da Élisabeth Dmitrieff e Nathalie Lemel.
Dopo l'insurrezione del 18 marzo 1871 che costituì la Comune, il 20 marzo Allix destituì il sindaco dell'VIII arrondissement di Parigi, oppositore della Comune, insediandosi al suo posto, e il 26 marzo fu eletto al Consiglio della Comune, senza assumere cariche nelle Commissioni.
La sua gestione autoritaria del municipio dell'VIII arrondissement suscitò proteste tra i cittadini e il 9 maggio Allix fu destituito dal Consiglio e furono apposti i sigilli al suo ufficio. Quando l'11 maggio Allix cercò di riprendere possesso del municipio, fu arrestato e ricoverato in clinica.
Caduta la Comune, Allix fu ancora arrestato dalle truppe di Versailles e rinchiuso nuovamente nell'ospedale psichiatrico di Charenton. La corte marziale lo condannò alla deportazione, ma rimase a Charenton fino al 1876, senza subire altri provvedimenti fino all'amnistia del 1879. Visse poveramente gli ultimi anni con due sorelle, e morì nel 1903.